# Labu Estate
Labu Estate (mal. Kampong Labu Estate) – wieś w mukimie Labu w dystrykcie Temburong we wschodnim Brunei. Położona jest przy drodze Jalan Labu, około 16 km na wschód od Bangar, stolicy dystryktu. Działa tu muzeum przemysłu gumowego.
Wieś znana była niegdyś z przemysłu gumowego. Pierwsze drzewa kauczukowe zostały sprowadzone w rejon rzeki Labu w 1908 roku i wtedy też została nadana nazwa Labu Estate. Obszary te zostały przydzielone Brunei (Borneo) Rubber and Land Company Limited, która w szczycie swojej działalności, w latach 1950', produkowała 2588 ton kauczuku z 3000 akrów plantacji. Era przemysłu gumowego skończyła się jednak w Brunei w 1968 roku. Zakończenie tej epoki związane było z odkryciem przez sułtanat złóż ropy i gazu.
5 sierpnia 2010 roku, po latach starań, udało się otworzyć we wsi muzeum przemysłu gumowego. Obiekt zajmuje 9 akrów. Na jego terenie znajdują się budynki, w których oglądać można różnego rodzaju wyposażenie i maszyny używane w procesie produkcji, magazyn, wędzarnia, budynek-generator oraz wiaty i ścieżki turystyczne.